# Gramaticko-překladová metoda
Gramaticko-překladová metoda je metoda výuky cizích jazyků, při které jsou analyzovány cizojazyčné texty z gramatického hlediska a následně překládány do cílového jazyka. Cílem této vyučovací metody je perfektně ovládat slovní zásobu, zpracovat vědomý náhled do systému gramatických pravidel daného cizího jazyka a rozvíjet schopnost abstraktního myšlení.

## Historie
Své kořeny má gramaticko-překladatelská metoda již ve středověkých latinských školách, občasně byla využívána i při výuce řečtiny. V téměř nezměněné podobě byla využívána až do konce 19. století.
Avšak měla i své kritiky, kteří vyzdvihovali nepraktické soustředění jen na psaný projev. Prvním kritikem byl Di Marinis, jenž roku 1532 vydal stručnou mluvnici, ve které uvádí, že ze svých studentů chce vychovat latináři, však žádné gramatiky. Proti přílišnému kladení důrazu na formální mluvnici se vyhradili i němečtí reformační teologové a učenci Martin Luther a Philipp Melanchthon. Další kritické pohledy na jazykovou výuku sestavily např. Wolfgang Ratke či Francis Bacon. Kritikem byl i český pedagog Jan Ámos Komenský, který prosazoval důležitost poslechu při výuce. Však jeho pokrokové myšlenky nijak zvlášť neovlivnily tradici gramaticko-překladové metody.
Na konci 19. století nestíhala gramaticko-překladová metoda držet krok s cílem a obsahem požadované vzdělávání, které individualizovalo výuku směrem ke studentovi a dbalo na komunikační funkci jazyka. V Čechách se však udržela až do 60. letech 20. století, kdy se společně s uvolněním politického a občanského života přestoupilo na modernější metody výuky cizích jazyků.

## Charakteristické znaky
Na poli slovní zásoby využívá metoda porovnávání mezi cizím a mateřským jazykem. Hlavním typem opakovacích cvičení jsou překlady izolovaných vět, do kterých je vybírána slovní zásoba odpovídající daným strukturám v textu, doplňovací cvičení či zadávání písemných slohových prací. Z gramatického hlediska se aplikuje deduktivní zprostředkování gramatických pravidel (zejm. podle latinských struktur). Ke každému slovu jsou určeny všechny gramatické kategorie.